# Marcos Segundo Maturana
Marcos Segundo Maturana (* 15. Februar 1830 in Santiago de Chile; † 18. Mai 1892 ebenda) war ein chilenischer General.

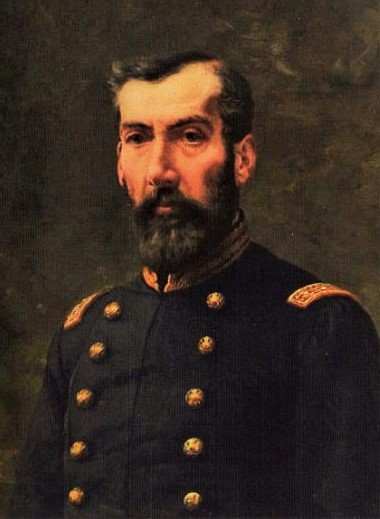
Porträt des Generals
Marcos Segundo Maturana Molina
Öl auf Leinwand
Pedro Lira Rencoret

Der Sohn des Generals Marcos Maturana del Campo studierte am Colegio Núñez und ab 1842 an der Escuela Militar. 1848 trat er als Leutnant der Artillerie in die Armee ein. Während der Urriola-Meuterei im Bürgerkrieg von 1851 verteidigte er unter dem Befehl seines Vaters die Artilleriekaserne von Santiago und wurde dabei schwer verwundet. In der Folge wurde er zum Hauptmann und 1854 zum Sergeant Major befördert.
1861 wurde er Erster Adjutant der Generalinspektion der Guardias Nacionales, und im Folgejahr wurde er zum Oberstleutnant befördert. 1865 beteiligte er sich als Befehlshaber der Armee und Provinzialgouverneur am Krieg gegen Spanien. Als Organisator und Kommandant des 11. Linienbataillons nahm er 1866 an den Kampagnen in Araukanien teil. 1867 wurde er Adjutant des Präsidenten José Joaquín Pérez. 1869 wurde er zum Oberst befördert und wurde Adjutant der Präsidenten Federico Errázuriz Zañartu und Aníbal Pinto Garmendia.
Im Jahr 1879 wurde er Generaldirektor des Arsenals und des Artillerieparks, und im Oktober des gleichen Jahres wurde er zum Kommandeur der Forts und der Batterien von Valparaíso ernannt. Für seinen Einsatz bei der Bekämpfung eines Brandes im Arsenal von Santiago wurde er 1880 zum Brigadegeneral befördert. Im gleichen Jahr nahm er im Rang des Jefe del Estado Mayor General am Salpeterkrieg teil. Im Januar 1881 nahm er an den Schlachten von Chorrillos und Miraflores teil, danach übernahm er wieder seinen Posten in Valparaíso. 1883 stieg er zum General de División auf, im Jahr 1889 nahm er seinen Abschied aus der Armee.
Daneben war Maturana sehr kunstinteressiert; er sammelte Porzellangegenstände, archäologische Objekte, alte Waffen und vor allem Gemälde. Mit José Miguel Blanco und Juan Mochi gehörte er einer Kommission an, die die Gründung des Museo Nacional de Pinturas (später Museo Nacional de Bellas Artes) im Palast des Nationalkongresses 1880 vorbereitete. Später gründete er auch das Museo de Armas. Sein Wirken für die Förderung von Kunst und Kultur wurde mit einem Malereiwettbewerb geehrt, der seinen Namen trug (Certamen General Maturana) und bis 1930 stattfand.